# 群作用

給定一個等邊三角形，通過把所有頂點映射到另一個頂點，繞三角形中心逆時針 120°旋轉“作用”在這個三角形的頂點的集合上。

数学上，对称群描述物体的所有对称性。这是通过群作用的概念来形式化的：群的每个元素作为一个双射（或者对称作用）作用在某个集合上。在这个情况下，群称为置换群（特别是在群有限或者不是线性空间时）或者变换群（特别是当这个集合是线性空间而群作为线性变换作用在集合上时）。一个群G的置换表示是群作为一个集合的置换群的群表示（通常该集合有限），并且可以表述为置换矩阵，一般在有限的情形作此考虑－这和作用在有序的线性空间基上是一样的。

## 定义
令 {\displaystyle G} 为一个群， {\displaystyle X} 为一个集合， {\displaystyle G} 在 {\displaystyle X} 上的一个(左) 群作用 {\displaystyle \alpha } 是一个二元函数
{\displaystyle \alpha :G\times X\rightarrow X}
該函數满足如下两条公理：
1. 对所有 {\displaystyle g,h\in G} 以及 {\displaystyle x\in X} ，{\displaystyle \alpha (gh,x)=\alpha (g,\alpha (h,x))}。
2. 对每个 {\displaystyle x\in X} ，有 {\displaystyle \alpha (e,x)=x} ( {\displaystyle e} 為群 {\displaystyle G} 的單位元)。

一般稱群 {\displaystyle G} （在左邊）作用於集合 {\displaystyle X} 上，或稱 {\displaystyle X} 是一个 {\displaystyle G}-集合。
為簡化在群作用 {\displaystyle \alpha } 上使用的符號，我們可以將其柯里化：令 {\displaystyle \alpha _{g}:X\rightarrow X} 為由單個元素 {\displaystyle g} 給出的映射 {\displaystyle x\mapsto \alpha (g,x)} ，這樣可以通過考慮函數集 {\displaystyle \{\alpha _{g}\mid g\in G\}} 來研究群作用。上述兩條公理可以寫作
1. {\displaystyle \alpha _{e}(x)=x}
2. {\displaystyle \alpha _{g}(\alpha _{h}(x))=(\alpha _{g}\circ \alpha _{h})(x)=\alpha _{gh}(x)}

其中 {\displaystyle \alpha _{g}\circ \alpha _{h}} 表示兩函數的複合。所以第二條公理說明函數的複合可以與群運算互相對應，它們可以組成一個交換圖表。該公理甚至可以簡寫為 {\displaystyle \alpha _{g}\circ \alpha _{h}=\alpha _{gh}} 。
{\displaystyle \alpha (g,x)} 一般簡寫為 {\displaystyle g\cdot x} 或 {\displaystyle gx} 。
由上述两条公理可知，對固定的元素 {\displaystyle g\in G} ，从{\displaystyle X}映射到{\displaystyle X}{\displaystyle x\mapsto g\cdot x} 是一个双射（單射和滿射的條件可以分別通過考慮 {\displaystyle g^{-1}} 和 {\displaystyle e} 給出）。因此，也可以将 {\displaystyle G} 在 {\displaystyle X} 上的群作用定义为从 {\displaystyle G} 到对称群上{\displaystyle S_{X}} 的群同态。

### 右群作用
我們可以類似地定义一个 {\displaystyle G} 在 {\displaystyle X} 上的右群作用为函数{\displaystyle X\times G\rightarrow X}，满足以下公理：
1. {\displaystyle x\cdot (gh)=(x\cdot g)\cdot h}
2. {\displaystyle x\cdot e=x}

注意左和右作用的区别仅在于像 {\displaystyle gh} 这样的积在 {\displaystyle x} 上作用的次序。左群作用中， {\displaystyle h} 先作用，然后才到 {\displaystyle g} ，而对于右作用 {\displaystyle g} 先作用，然后才到 {\displaystyle h} 。右作用與群上的逆操作复合可以构造出一個左作用。如果 {\displaystyle r} 为一右作用，则
{\displaystyle l:G\times M\to M:(g,m)\mapsto r(m,g^{-1})}
是一左作用，因为
{\displaystyle l(gh,m)=r(m,(gh)^{-1})=r(m,h^{-1}g^{-1})=r(r(m,h^{-1}),g^{-1})=r(l(h,m),g^{-1})=l(g,l(h,m))\,}
而
{\displaystyle l(e,m)=r(m,e^{-1})=r(m,e)=m\,}
所以我们可以不失一般性地考虑左群作用。

## 群作用的种类
群G作用在集合X上的作用稱為:
遞移性(Transitive)如果X是一個非空集合，對於每對數對 x,y {\displaystyle \in } X，則存在一個g{\displaystyle \in }G，使得{\displaystyle g\cdot x=y}，我們就稱此作用為遞移性。
忠實性(Faithful)如果群G嵌入(embbeding)到X的置換群中，我們就稱此作用為忠實的。換言之，就是群G到X的置換群之中為單射。
自由性(Free)如果給定 {\displaystyle g,h\in G}，存在{\displaystyle x\in X}，則有著{\displaystyle g{\cdot }x=h{\cdot }x{\;\;}{\Rightarrow }\;\;\;g=h}，則稱為此作用為自由性。
正則的(Regular)同時具有自由性以及遞移性的作用稱為正則的，又稱簡單遞移（英語：simply transitive）。
n-遞移性(n-transitive)如果集合X 至少有 n 個元素, 對所有不同的元素x1, ..., xn 和所有不同的y1, ..., yn, 存在一個 g 在群G 使得  g⋅xk = yk  對所有 1 ≤ k ≤ n ，我們就稱其為n-遞移性。
本原的(Primitive)如果遞移性作用滿足只有trivial區塊(block)，那我們稱此作用為本原的。可以證明n-遞移性皆為本原的。

## 軌道與穩定化子

### 軌道
令群 {\displaystyle G} 作用在集合 {\displaystyle X} 上，對 {\displaystyle X} 中的元素 {\displaystyle x} ， {\displaystyle x} 在 {\displaystyle G} 上的軌道是 {\displaystyle X} 的子集，定義為
{\displaystyle \{g\cdot x\mid g\in G\}}
記作 {\displaystyle G\cdot x} 或 {\displaystyle Gx} 。
集合 {\displaystyle X} 的兩個軌道要麼相等，要麼完全不相交，因此軌道是集合的一個劃分。如果兩個軌道 {\displaystyle G\cdot x} 和 {\displaystyle G\cdot y} 存在公共元素 {\displaystyle a} ，那麼存在兩個 {\displaystyle G} 中的元素 {\displaystyle m} 和 {\displaystyle n} ，使得 {\displaystyle a=m\cdot x\in G\cdot x} ， {\displaystyle a=n\cdot y\in G\cdot y} 。因而 {\displaystyle x=m^{-1}\cdot a=m^{-1}n\cdot y\in G\cdot y} ，反之亦可推出 {\displaystyle y=n^{-1}\cdot a=n^{-1}m\cdot x\in G\cdot x} ，所以兩個集合相等。
軌道的一個例子是陪集，假若 {\displaystyle H} 是 
{\displaystyle G} 的一個子集，且定義 {\displaystyle G} 中元素的慣常運算規則為 {\displaystyle H} 在{\displaystyle G} 上的一個作用，那麼 {\displaystyle H} 的陪集 {\displaystyle aH} ({\displaystyle a\in G})就是 {\displaystyle a} 的軌道。

### 不變子集
令 {\displaystyle S} 為 {\displaystyle X} 的一個子集，群 {\displaystyle G} 作用在 {\displaystyle X} 上，對於群 {\displaystyle G} 中的所有元素 {\displaystyle g} ，以及所有 {\displaystyle S} 中的元素 {\displaystyle s} ，有 {\displaystyle g\cdot s\in S}，則我們會說 {\displaystyle S} 在 {\displaystyle G} 的作用下是封閉的。
若{\displaystyle x}是{\displaystyle \mathrm {X} }的一個元素，對於群{\displaystyle \mathrm {G} }中的所有元素{\displaystyle g}而言，都有{\displaystyle g\cdot x=x}，那麼就稱{\displaystyle x}是{\displaystyle \mathrm {G} }-不變的（{\displaystyle \mathrm {G} }-invariant）。

### 不動點與穩定子群
令 {\displaystyle g\in G} 和 {\displaystyle x\in X} ，如果 {\displaystyle g\cdot x=x} ，則 {\displaystyle x} 是關於 {\displaystyle g} 的一個不動點。
對 {\displaystyle X} 的元素 {\displaystyle x} ，所有令 {\displaystyle g\cdot x=x} 的  {\displaystyle G} 中的元素 {\displaystyle g} 構成的集合稱為 {\displaystyle G} 關於 {\displaystyle x} 的穩定子群，記作 {\displaystyle G_{x}} 或 {\displaystyle Stab_{G}(x)} 。
{\displaystyle G_{x}=\{g\in G\mid g\cdot x=x\}} 。
{\displaystyle G_{x}}是{\displaystyle \mathrm {G} }的一個子群，因為根據定義{\displaystyle e\cdot x=x\in G_{x}}，因此 {\displaystyle G} 的單位元 {\displaystyle e} 在 {\displaystyle G_{x}} 中。如果 {\displaystyle m\in G_{x}} ，那麼{\displaystyle m}的逆元{\displaystyle m^{-1}}也是{\displaystyle \mathrm {Gx} }的元素，因為{\displaystyle x=e\cdot x=m^{-1}m\cdot x=m^{-1}\cdot x}。

### 軌道－穩定點定理
軌道與穩定子群緊密相關。令群 {\displaystyle G} 作用在 {\displaystyle X} 上，令 {\displaystyle X} 中的 {\displaystyle x} ，考慮映射 {\displaystyle f:G\rightarrow X} ， {\displaystyle g\mapsto g\cdot x} 。該映射的值域等於軌道 {\displaystyle G\cdot x} 。 {\displaystyle G} 中的兩元素 {\displaystyle g} 和 {\displaystyle h} 的像 {\displaystyle f(g)} 和 {\displaystyle f(h)} 相同的條件是
{\displaystyle f(g)=f(h)\iff g\cdot x=h\cdot x\iff g^{-1}h\cdot x=x\iff g^{-1}h\in G_{x}\iff h\in gG_{x}} 。
換言之， {\displaystyle f(g)=f(h)} 當且僅當 {\displaystyle g} 和 {\displaystyle h} 在穩定子群 {\displaystyle G_{x}} 的同一個陪集中。所以所有在軌道 {\displaystyle G\cdot x} 中的元素 {\displaystyle y} 的原像都包含於某個陪集中，每個陪集的像亦為 {\displaystyle X} 的一個單元素集合。因此 {\displaystyle f} 事實上是 {\displaystyle G_{x}} 的所有陪集與 {\displaystyle X} 的元素的一一對應， {\displaystyle f:G/G_{x}\rightarrow X} 是一個雙射函數。
這個結論稱為軌道-穩定點定理，有
{\displaystyle |G\cdot x|=[G:G_{x}]}

### 伯恩賽德引理
而一個跟軌道-穩定點定理相似的結果就是伯恩賽德引理
{\displaystyle |X/G|={\frac {1}{|G|}}\sum _{g\in G}|X^{g}|}
其中 {\displaystyle X^{g}} 是 {\displaystyle X} 關於 {\displaystyle g} 的穩定子群。 {\displaystyle G} 和 {\displaystyle X} 都有限時該引理尤其重要，可以被詮釋為「群作用的軌道數等於平均每個群元素的不動點的個數」。

## 範例
- 任意群G在任意集合X上的平凡的群作用定义为 g⋅x = x 对任意g属于G以及任意x属于X；换句话说，每个群元素对应 X上的恒等置换。[2]